# Ridane
Ridane là một đô thị thuộc tỉnh Bouira, Algérie. Dân số thời điểm năm 2002 là 3.029 người.